# Жилбуэс

Жилбуэс на карте штата.

Жилбуэс (порт. Gilbués) — муниципалитет в Бразилии, входит в штат Пиауи. Составная часть мезорегиона Юго-запад штата Пиауи. Входит в экономико-статистический микрорегион Алту-Медиу-Гургея. Население составляет 10 402 человек на 2010 год. Занимает площадь 3494,958 км². Плотность населения — 2,98 чел./км².

## Демография
Согласно сведениям, собранным в ходе переписи 2010 г. Национальным институтом географии и статистики (IBGE), население муниципалитета составляет:
| Полное население                               | Полное население                               | Полное население                               | Полное население                               | 10 402 |
| ---------------------------------------------- | ---------------------------------------------- | ---------------------------------------------- | ---------------------------------------------- | ------ |
| в том числе:                                   | Городское население                            | 5991                                           | Процент городского населения, %                | 57,59  |
|                                                | Сельское население                             | 4411                                           | Процент сельского населения, %                 | 42,41  |
|                                                | Мужское население                              | 5213                                           | Процент мужского населения, %                  | 50,12  |
|                                                | Женское население                              | 5189                                           | Процент женского населения, %                  | 49,88  |
| Плотность населения, чел/км²                   | Плотность населения, чел/км²                   | Плотность населения, чел/км²                   | Плотность населения, чел/км²                   | 2,98   |
| Население муниципалитета в % к населению штата | Население муниципалитета в % к населению штата | Население муниципалитета в % к населению штата | Население муниципалитета в % к населению штата | 0,33   |

По данным оценки 2016 года, население муниципалитета составляет 10 514 жителей.

## История
Город основан 14 мая 1891 года.

## Статистика
- Валовой внутренний продукт на 2003 год составляет 16 739 959 реалов (данные: Бразильский институт географии и статистики).
- Валовой внутренний продукт на душу населения на 2003 год составляет 1558,51 реалов (данные: Бразильский институт географии и статистики).
- Индекс развития человеческого потенциала на 2000 год составляет 0,651 (данные: Программа развития ООН).